# José Paico
José Luis Paico Morales (ur. 27 kwietnia 1974) – peruwiański zapaśnik walczący w obu stylach. Zajął 25 miejsce na mistrzostwach świata w 2002. Piąty na igrzyskach panamerykańskich w 2003 i ósmy w 2009. Czwarty na mistrzostwach panamerykańskich w 1998. Trzykrotny medalista igrzysk Ameryki Południowej, złoto w 1998 i 2002. Cztery medale na igrzyskach boliwaryjskich, złoty w 2001 i 2005 roku.